# Apriona ammiralis
Apriona ammiralis är en skalbaggsart som beskrevs av Stefan von Breuning 1935. Apriona ammiralis ingår i släktet Apriona och familjen långhorningar. Inga underarter finns listade i Catalogue of Life.